# Amt Malchin am Kummerower See
L'Amt Malchin am Kummerower See est un Amt de l'arrondissement du Plateau des lacs mecklembourgeois dans le land de Mecklembourg-Poméranie-Occidentale, au nord de l'Allemagne.

## Communes
1. Basedow
2. Duckow
3. Faulenrost
4. Gielow
5. Kummerow
6. Malchin
7. Neukalen